# Thorolf Holmboe

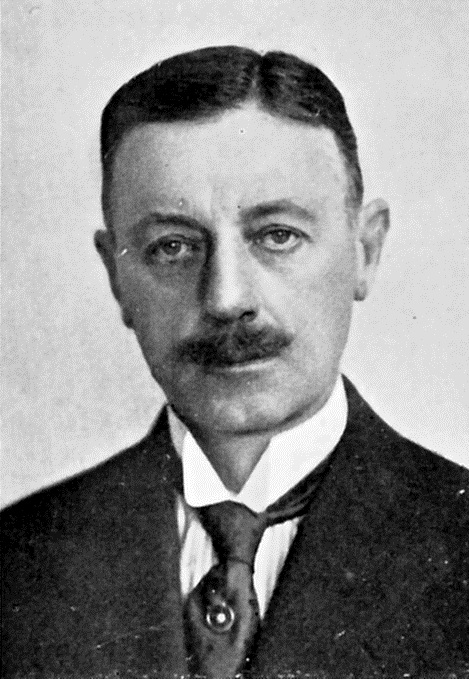
Thorolf Holmboe (1934)

Thorolf Holmboe (* 10. Mai 1866 in Vefsn; † 7. März 1935 in Oslo) war ein norwegischer Landschafts- und Marinemaler und Kunstgewerbler.

## Leben und Werk
Holmboe war in den Jahren 1886/1887 in Berlin Meisterschüler von Hans Fredrik Gude. Danach arbeitete er bei dem Bildhauer Middelthun an der Königlichen Kunst- und Handwerkerschule in Kristiania. In den Jahren 1889/1890 studierte er in Paris bei Cormon. Im Jahre 1887 debütierte er auf der Jahresausstellung in Kristiania mit Nordlands-Landschaften. Holmboe verließ um 1890 den Naturalismus und schloss sich der dekorativ-stilisierenden Kunstrichtung an. Diese neuromantische Strömung bestimmte seine Arbeiten als Maler und Kunstgewerbler. In den Jahren 1891 und 1893 war Holmboe als Staatsstipendiat in Italien. Danach unternahm er Reisen nach Berlin, Kopenhagen, Paris und Stockholm. Im Jahr 1908 war er in Spitzbergen. 1909 dekorierte er die norwegische Abteilung der internationalen Jagdausstellung in Wien. Um das Jahr 1915 wandte sich Holmboe dem Impressionismus zu. Im Jahr 1919 fuhr er nach New York City. 1920 war Holmboe an der französischen Riviera. Im Jahr 1922 war er auf Rügen.

## Bildergalerie

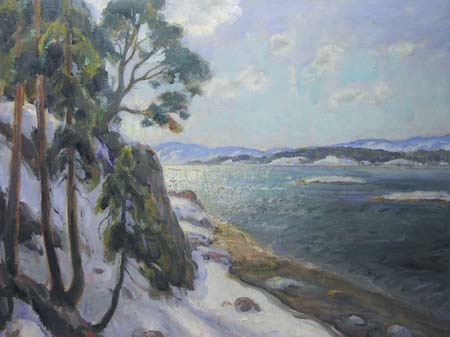
Frognerkilen
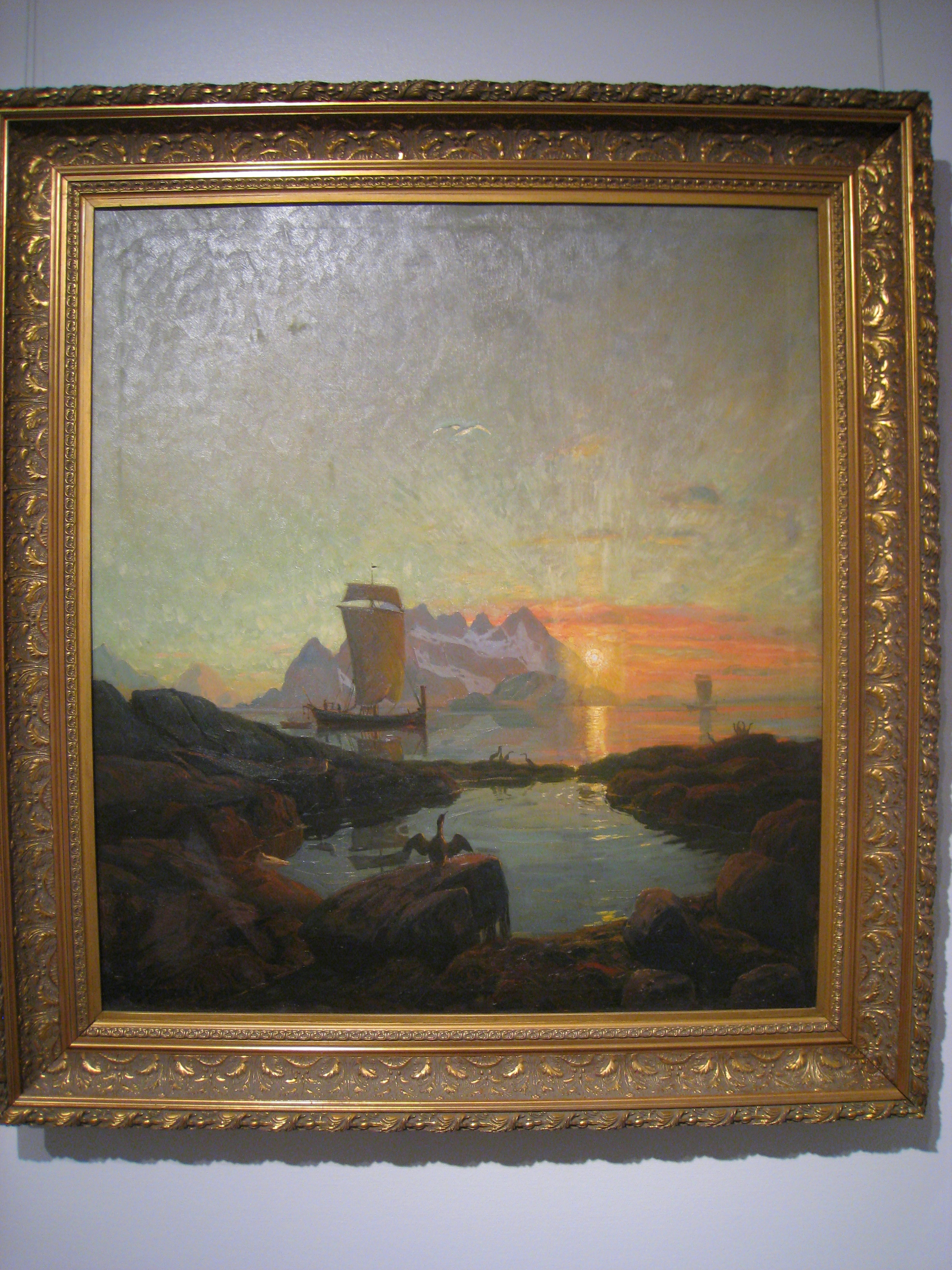
Nordlandsjekt I Midnattssol
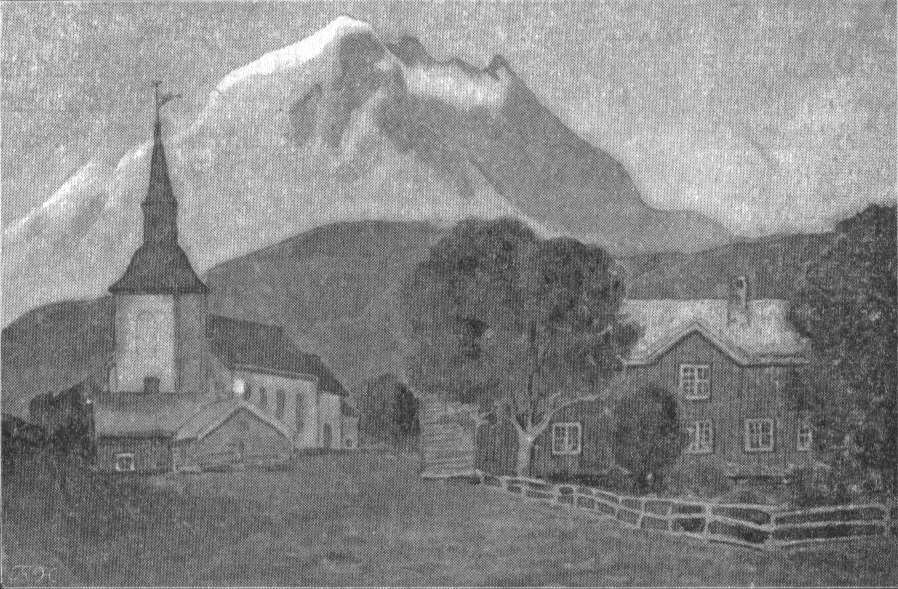
Alstahaug
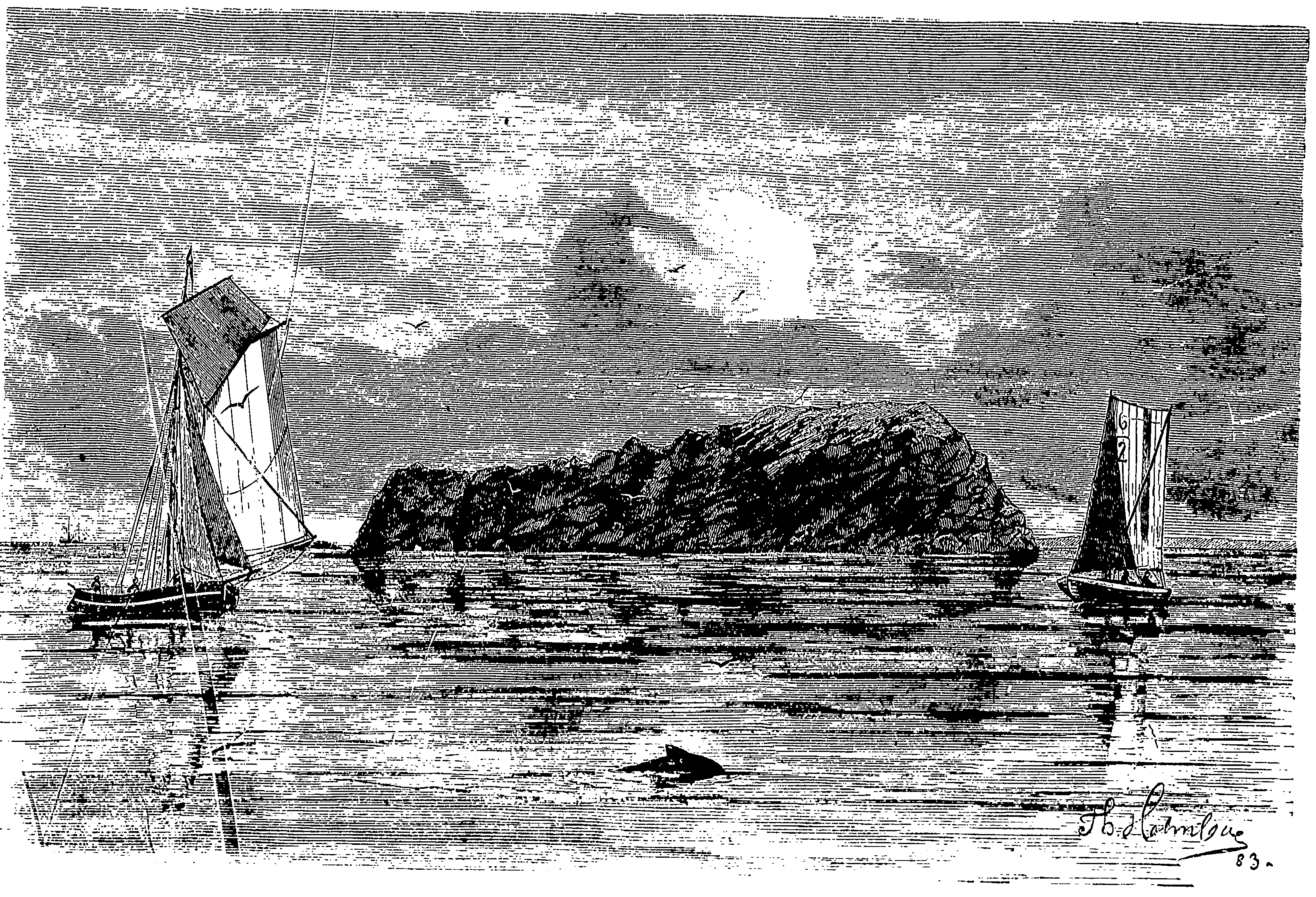
Fra skjærgåden utenfor Fredrikstad. Søndre Søsterøy ved Hvaler.
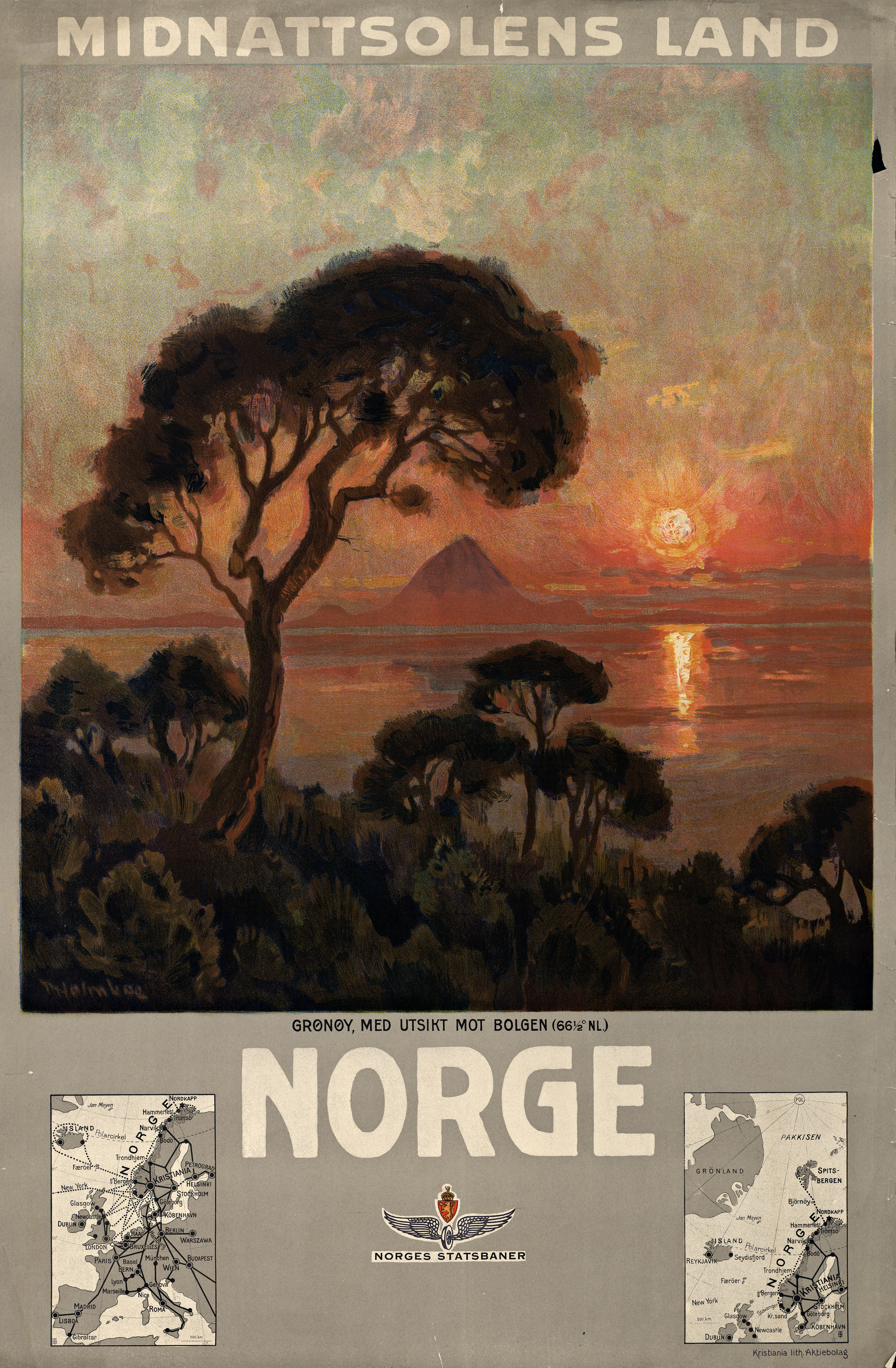
Midnattsolens Land
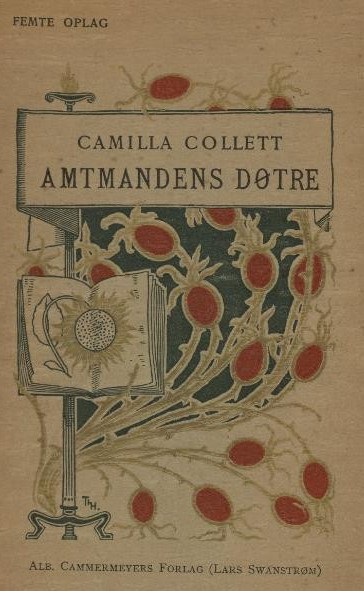
Amtmandens Døtre